# Metatrachelas
Genre
Metatrachelas est un genre d'araignées aranéomorphes de la famille des Trachelidae.

## Distribution
Les espèces de ce genre se rencontrent en Europe du Sud et en Afrique du Nord.

## Liste des espèces
Selon World Spider Catalog (version 17.5, 14/10/2016) :
- Metatrachelas amabilis (Simon, 1878)
- Metatrachelas macrochelis (Wunderlich, 1992)
- Metatrachelas rayi (Simon, 1878)

## Publication originale
- Bosselaers & Bosmans, 2010 : Studies in Corinnidae (Araneae): a new Paratrachelas Kovblyuk & Nadolny from Algeria, as well as the description of a new genus of Old World Trachelinae. Zootaxa, no 2612, p. 41-56.